# Фаустіно Аспрілья
Фаустіно Аспрілья (ісп. Faustino Asprilla, нар. 10 листопада 1969, Тулу) — колумбійський футболіст, нападник.
Насамперед відомий виступами за клуб «Парма», а також національну збірну Колумбії.
Володар Кубка Кубків УЄФА. Дворазовий володар Кубка УЄФА. Володар Суперкубка УЄФА. 

## Клубна кар'єра
У дорослому футболі дебютував 1988 року виступами за команду клубу «Кукута Депортіво», в якій провів один сезон, взявши участь у 36 матчах чемпіонату. 
Протягом 1989—1992 років захищав кольори команди клубу «Атлетіко Насьйональ».
Своєю грою за останню команду привернув увагу представників тренерського штабу клубу «Парма», до складу якого приєднався 1992 року. Відіграв за пармську команду наступні чотири сезони своєї ігрової кар'єри. За цей час виборов титул володаря Кубка Кубків УЄФА, ставав володарем Кубка УЄФА, володарем Суперкубка УЄФА.
Згодом з 1996 по 2004 рік грав у складі команд клубів «Ньюкасл Юнайтед», «Парма», «Палмейрас», «Флуміненсе», «Атланте», «Атлетіко Насьйональ» та «Універсідад де Чилі». Протягом цих років додав до переліку своїх трофеїв ще один титул володаря Кубка УЄФА.
Завершив професійну ігрову кар'єру у клубі «Естудьянтес», за команду якого виступав протягом 2004—2005 років.

## Виступи за збірну
1993 року дебютував в офіційних матчах у складі національної збірної Колумбії. Протягом кар'єри у національній команді, яка тривала 9 років, провів у формі головної команди країни 57 матчів, забивши 20 голів.
У складі збірної був учасником чемпіонату світу 1994 року у США, чемпіонату світу 1998 року у Франції, розіграшу Кубка Америки 1993 року в Еквадорі, на якому команда здобула бронзові нагороди, розіграшу Кубка Америки 1995 року в Уругваї, на якому команда здобула бронзові нагороди, розіграшу Кубка Америки 1997 року у Болівії, розіграшу Золотого кубка КОНКАКАФ 2000 року у США.

## Титули і досягнення
- Володар Кубка Кубків УЄФА (1):

«Парма»:  1992–93
- Володар Кубка УЄФА (2):

«Парма»:  1994–95, 1998–99
- Володар Суперкубка Європи (1):

«Парма»:  1993
- Бронзовий призер Кубка Америки: 1993, 1995
- Срібний призер Золотого кубка КОНКАКАФ: 2000